# Уэззан
Уэзза́н (араб. وزان‎, Ваззан) — город в Марокко, расположен в области Гарб-Шрарда-Бени-Хсен.

## История
Уэззан был популярным местом паломничества мусульман в 18-м веке.

## Географическое положение
Центр города располагается на высоте 220 метров над уровнем моря.

## Демография
Население города по годам:
| 1982   | 2004   | 2012   |
| ------ | ------ | ------ |
| 40 485 | 57 972 | 63 102 |